# Бандрівський Микола Стефанович
Бандрівський Микола Стефанович (нар. 17 грудня 1964, м. Стрий, Україна) — український археолог, історик, доктор історичних наук, професор. Депутат Львівської міської ради (1998—2002). Голова Археологічної комісії Наукового товариства імені Шевченка (1989).

## Життєпис
Микола Бандрівський народився 17 грудня 1964 року у місті Стрий Львівської области.
Закінчив історичний факультет Львівського державного університету імені Івана Франка (1991). Від 1993 року працює в Інституті українознавства ім. І. Крип'якевича НАН України: старший науковий співробітник, в.о. завідувача відділом археології (до 2017); професор кафедри археології та спеціальних галузей історичної науки Львівського національного Університету ім. Івана Франка (2016—2019).
Учень професора Лариси Крушельницької.

### Наукова діяльність
У 2001 р. захистив кандидатську дисертацію на тему «Пам'яткоохоронна діяльність Церкви в контексті національно-культурного відродження в Галичині (кінець ХІХ—ХХ ст.)» (науковий керівник акад. Ярослав Ісаєвич).
У 2015 р. захистив докторську дисертацію на тему «Культурно-історичні процеси на Прикарпатті і Західному Поділлі в пізній період епохи бронзи — на початку доби раннього заліза».
Один із редакторів профільних томів Записок НТШ, співзасновник пам'яткоохоронної громадської організації «Товариство шанувальників Львова».
Сфера наукових зацікавлень: археологія доби раннього заліза — римського часу та ранні форми релігії
Основні результати досліджень:
- відкриття в Українських Карпатах у 1980–1990 рр. наскельних рисунків — петрогліфів і рельєфів від епохи бронзи до періоду раннього середньовіччя (Урич, Писаний Камінь, Лисівський Камінь, Розгірче, Бубнище та ін.);
- виділення і детальна класифікація основних ознак поховань висоцької культури;
- розробка хронологічно-періодизаційних схем розвитку Висоцької і Голіградської культур та їх синхронізація з періодизацій ними шкалами для тогочасних пам’яток Центральної і Західної Європи;
- розробка хронологічно-періодизаційних схем розвитку Висоцької і Голіградської культур та їх синхронізація з періодизацій ними шкалами для тогочасних пам'яток Центральної і Західної Європи;
- виділено пам'ятки михалківської групи, які займають проміжне місце між найпізнішими пам'ятками Голіградської культури і найранішими пам'ятками Західноподільської групи;
- широкомасштабні розкопки одного з найбільших на заході України могильників кінця бронзової — початку ранньозалізної доби в с. Петриків на околиці Тернополя, де за чотири польових сезони відкрито 183 поховання висоцької культури, в т. ч. парні (чоловік і жінка в обіймах), одне з яких виставлене в експозиції Львівського музею історії релігії;
- зіставив відомі на нині археологічні культури заходу України з конкретними ранньоісторичними етносами, назви яких засвідчені античними і ранньосередньовічними джерелами;
- монографічне опрацювання золотих Михалківських скарбів — однієї з найбільших у тогочасній Європі збірки золотих високомистецьких коштовностей ІХ-першої половини VIII ст. до нар. Хр. вага яких (лише офіційно придбаних) перевищувала 7,5 кг золота (Львів, 2012, у співавторстві з Л.І. Крушельницькою);
- протягом останніх двох десятиліть проводить розкопки ранньоскіфських курганів на Західному Поділлі (Тернопільське плато). До найцікавіших відкриттів належать розкопки камерних гробниць у Швайківцях і Коцюбинчиках Чортківського району Тернопільщини, в яких виявлені залишки мурованих конструкцій (в тому числі купольного типу) та багатий речовий інвентар, який включає металеві посудини (скіфський казан, етруське ситечко для відціджування вина тощо), предмети озброєння і захисного обладунку (залізні панцирі лускатого типу ассирійського зразка, вироби з золота і срібла в тому числі у звіриному стилі та імпортовані з Месопотамії разки намиста з різнокольорового скла;
- відкриття давньоруського поселення в Стрию і віднайдення на ньому низки житлово-господарських об’єктів ХІ — перша пол. ХІІІ ст., чим значно подавлено початки заснування Стрия (до цього офіційно прийнятою датою заснування вважався 1385 р.);
- співавтор повторного відкриття тлінних останків галицького князя Ярослава Осьмомисла під час розкопок в усипальній крипті собору св. Юра у Львові (напередодні перезахоронення в ній владики УГКЦ кардинала Йосифа Сліпого).

Автор наукових публікацій, у т. ч. монографій «Сварожі лики» (1992), «Скринькові поховання висоцької культури в межиріччі Збруча і Стрипи» (1994), «Могильник в Петрикові біля Тернополя в контексті поховального обряду висоцької культури» (2002), «Золоті Михалківські скарби та їх доля» (2012), «Культурно-історичні процеси на Прикарпатті і Західному Поділлі в пізній період епохи бронзи — на початку доби раннього заліза» (2014), «Від Мегалі Екклісія руських князів до церкви Успіння Пресвятої Богородиці на вул. Руській» (2014), «З історії церкви святих апостолів Петра і Павла у Львові» (2009).
Член спеціалізованої вченої ради Д 35.222.01 Інституту українознавства ім. І.Крип'якевича та народознавства НАН України.